# Gert Frank
Pour les articles homonymes, voir Frank.
Gert Frank, né le 15 mars 1956 à Hobro et mort le 19 janvier 2019 est un coureur cycliste danois. Médaillé de bronze du contre-la-montre par équipes aux Jeux olympiques de 1976 à Montréal, il s'est ensuite principalement consacré à la piste, remportant notamment 20 courses de six jours.

## Biographie
Il a remporté la médaille de bronze à la course contre-la-montre par équipes aux Jeux olympiques d'été de 1976 à Montréal, aux côtés de Verner Blaudzun, Jørgen Hansen et Jørn Lund. 
Gert Frank était principalement un cycliste sur piste et avait remporté 20 courses sur piste en salle de six jours, dont la course des Six Jours de Gand en 1981 avec Patrick Sercu.
Il a également remporté les championnats d'Europe de l'américaine en 1981 et 1983 (avec Hans-Henrik Ørsted) et en 1985 (avec René Pijnen). En outre, il a remporté le championnat européen de course derrière derny en 1984.

## Palmarès sur route
- 1972
  - 2e du championnat du Danemark du contre-la-montre par équipes juniors
- 1973
  -  Champion du Danemark du contre-la-montre par équipes juniors (avec Jan Torp, Jørgen Møller et Gert Simonsen)
- 1974
  - Champion des Pays nordiques du contre-la-montre par équipes juniors (avec Per Thomsen, Olaf Pedersen et Ole Rasmussen)
  -  Champion du Danemark du contre-la-montre juniors
  - 2e du championnat du Danemark du contre-la-montre par équipes juniors
  -  Médaillé d'argent du championnat d'Europe du contre-la-montre par équipes juniors
- 1975
  - 2eb étape des Sex-Dagars
- 1976
  - 2e du championnat du Danemark du contre-la-montre par équipes
  - 3e du championnat du Danemark sur route amateurs
  -  Médaillé de bronze du contre-la-montre par équipes aux Jeux olympiques
- 1979
  - Trondheim GP

## Palmarès sur piste

### Six jours
- 1977 : Herning (avec René Pijnen)
- 1979 : Copenhague, Herning (avec René Pijnen)
- 1980 : Herning (avec Patrick Sercu)
- 1981 : Dortmund, Herning (avec Hans-Henrik Ørsted), Gand (avec Patrick Sercu, Münster (avec René Pijnen)
- 1982 : Grenoble (avec Bernard Vallet), Madrid (avec Avelino Perea Diez de Urbe)
- 1983 : Herning (avec Hans-Henrik Ørsted), Copenhague (avec Patrick Sercu)
- 1984 : Gand, Munich (avec Hans-Henrik Ørsted), Grenoble, Paris (avec Bernard Vallet), Stuttgart (avec Gregor Braun)
- 1985 : Copenhague (avec Hans-Henrik Ørsted), Zurich (avec René Pijnen)
- 1986 : Stuttgart (avec René Pijnen)

### Championnats d'Europe
- 1977
  -  Médaillé d'argent de l'américaine
- 1981
  -  Champion d'Europe de l'américaine (avec Hans-Henrik Ørsted)
- 1982
  -  Médaillé d'argent de l'américaine
  -  Médaillé d'argent de la course derrière derny
- 1983
  -  Champion d'Europe de l'américaine (avec Hans-Henrik Ørsted)
- 1984
  -  Champion d'Europe derrière derny
- 1985
  -  Champion d'Europe de l'américaine (avec René Pijnen)
- 1987
  -  Médaillé de bronze de l'américaine

### Championnats nationaux
- Champion du Danemark de tandem amateurs : 1973 (avec Niels Fredborg)
- Champion du Danemark de poursuite par équipes amateurs : 1976 (avec Niels Fredborg, Gunnar Asmussen et Kurt Frisch)
- Champion du Danemark de poursuite : 1977 et 1979
- Champion du Danemark de l'omnium : 1980

## Récompenses
- Cycliste danois de l'année en 1976 (avec l'équipe danoise de contre-la-montre par équipes)